# Oskar Stocker
Oskar Stocker (* 17. August 1956 in Lienz) ist ein österreichischer Maler und Installationskünstler. Er lebt und arbeitet in Graz.

## Leben
International bekannt wurde Oskar Stocker durch die Serie „Facing Nations“. Die 124 großformatigen Porträts der Grazerinnen und Grazer unterschiedlicher Nationalität entstanden anlässlich des 60. Jahrestags der Erklärung der Menschenrechte 2008. Diese Bilder wurden zunächst in Graz, dann 2009 im Wiener UN-Gebäude und schließlich 2010 im UN-Hauptquartier in New York gezeigt.

## Werk
Für die 14-täglich vom ORF produzierte Büchersendung „erLesen“ porträtiert Oskar Stocker regelmäßig einen der hochkarätigen Gastautoren oder nimmt Bezug zum jeweiligen Thema der Sendung. Von Elfriede Ott über Christine Nöstlinger und Matthias Hartmann bis hin zu Erwin Steinhauer – Oskar Stocker hat sie für "erLesen" porträtiert. Anlässlich der 100. Sendung erschien ein Bildband, der die ersten 100 Porträts von Oskar Stocker gemalten Porträts zeigt.
Sein Repertoire umfasst abstrakte wie figurative Arbeiten und seine unverwechselbaren Farbsetzungen betonen sowie verschleiern das Dargestellte gleichermaßen. Neben den Porträts einzelner Personen widmet er sich der Darstellung von Landschaften und Objekten, bis hin zum kleinsten Gegenstand.
„Ein Jahrhundert nach der Krise des Porträts als akademische Pflicht wird es wieder frei als mögliches Sujet. In einer Zeit, in der nahezu alle Porträts durch elektronische Medien entstehen, ist die Porträtkunst für eine Reihe aktueller Künstler und Künstlerinnen spannend und interessant. Zu ihnen gehört zweifellos der in Graz lebende Oskar Stocker. Es gibt wohl keine Zeit, in der Stocker nicht gemalt hat, jedoch brauchte es einiger akademischer und beruflicher Umwege, bis er sich ausschließlich völlig seiner Malerei zuwenden konnte. Neben abstrakten Arbeiten und figurativen Darstellungen widmet er sich heute der Porträtkunst.“ aus: Facing Nations, Begegnung auf Augenhöhe, Guido Schlimbach, künstlerischer Leiter Kunststation St. Peter, Köln, 2008.
„Der österreichische Maler Oskar Stocker setzt sich seit seinen ersten Anfängen in seinem künstlerischen Werk immer wieder mit dem Porträt auseinander. Dabei nutzt er das menschliche Antlitz, um in der intensiven Auseinandersetzung mit dem Anderen, dem Gegenüber, Fragestellungen der Kunst, Sinn, Sinnhaftigkeit und Selbst aufzuwerfen und in einen Kontext der Aneignung zu setzen. Die Porträts sind dabei aber nicht in erster Linie mimetisch und um Genauigkeit des oberflächlichen Ausdruckes bemüht, sondern verfolgen den Aspekt der Wesenhaftigkeit und der Verdichtung aller Faktoren des Seins in der Form des Gesichtes - dies bewusst unter Verzicht auf strengen Realismus“, so Gabriele Uelsberg, Direktorin des LVR-Landesmuseums Bonn, in Verbo(r)gen, 2013.

## Ausstellungen (Auswahl)
- 2022 Oskar Stocker, Mozart & Frauen, Eine Kooperation mit dem Mozarthaus Vienna,
- 2021 Oskar Stocker, TURM RAUM KUNST, Kunst-Station St. Peter, Köln
- 2021 Oskar Stocker und Luis Rivera, Mobiles Bethaus, Kulturjahr Graz 2020, Jüdische Gemeinde Graz
- 2021 Oskar Stocker, Keramiken, Aidshilfe e.V. NRW, Köln
- 2019 Oskar Stocker und Luis Rivera, FACING COLOGNE, St. Agnes, Köln, Deutschland
- 2019 Oskar Stocker und Luis Rivera, MO-ZART, St. Peter Stiftskulinarium, Salzburg
- 2018 Innensichten, Bildungshaus Schloss St. Martin, Graz
- 2018 Oskar Stocker und Luis Rivera, KADDISCH, Kollegienkirche, Salzburg
- 2018 Freiheit / Svoboda, Galerie der Kunst Karlovy Vary, Karlsbad, Tschechien
- 2018 Oskar Stocker und Luis Rivera, Stille Helden, St.-Bavo-Kathedrale, Gent, Brüssel
- 2018 PURE LIFE, Kollegienkirche, Salzburg
- 2015 Eingesperrt – Never Forget, Schell Collection, Graz
- 2015 Yearning, New York, USA
- 2015 Verbo(r)gen, OLG Hamm, Deutschland
- 2014 EinzigARTig, Lienz
- 2014 Yearning, Washington, D.C., USA
- 2013 gaia, Art meets Technology, Europäisches Raumflugkontrollzentrum Darmstadt, Deutschland
- 2013 Verbo(r)gen, Stift Rein, Steiermark
- 2012 STAGE OF CHANGE, Hans Schell Collection, Graz
- 2011 Menschliche Identitäten, Kunstraum Radio, ORF, Wien
- 2011 Yearning, Flughafen Graz, Graz
- 2010 Facing Nations, UN-Hauptquartier New York, USA
- 2009 Facing Nations, Vienna International Centre
- 2008 Facing Nations, Messe Graz, Funkhaus Wien
- 2007 Grow East, Kongress, Wiener Hofburg, Hofburg Wien
- 2004 Oskar Stocker Malerei, Bank im Bistum Essen, Deutschland

## Werke in öffentlichen Sammlungen
- Ev.-Luth. Kirchengemeinde Nienstedten, Hamburg
- Kunststation St. Peter, Köln
- MA 48, Wien
- Mozarthaus Wien
- Museum Niederösterreich, St. Pölten
- Sammlung Hofburg, Wien
- Shell Collection, Graz
- Schloss Seggau, Fürstenzimmer, Leibniz, Steiermark
- Museum der Johann Strauss Dynastie, Wien
- Neue Galerie Graz Joanneum, Graz

## Publikationen (Auswahl)
- Oskar Stocker und Luis Rivera, KADDISCH, Artbook Verlag, Salzburg, ISBN 978-3-903078-246
- Oskar Stocker, Freiheit / Svoboda, Hrsg. Galerie der Kunst Karlovy Vary, ISBN 978-80-87420-91-1
- Als ich König war und Maurer, von Heinz Sichrovsky, Freimaurerdichtung aus vier Jahrhunderten. Eine Anthologie mit 90 Porträts von Oskar Stocker, Studienverlag, ISBN 978-3-7065-5583-8
- einzigARTig, Hrsg. Oskar Stocker und Andreas Weiskopf, Katalog Kunst- und Sozialprojekt Lienz 2014,
- Oskar Stocker: Verbo(r)gen, Hrsg. Guido Schlimbach, Katalog Zisterzienserstift Rein, Rein – Graz 2013.
- Oskar Stocker: Stage of Change, Hrsg. Guido Schlimbach, Katalog Schell Collection, Graz 2012.
- Oskar Stocker: Yearning : Sehnsucht, Hrsg. Renate Metlar, Graz 2012.
- Facing Nations. Culture of humanity. Das Monumentalwerk des Künstlers Oskar Stocker, Hrsg. Gerhard Draxler, Graz 2008.
- Oskar Stocker, Hrsg. Bank im Bistum Essen und der Hypothekenbank in Essen,2004.